# استیختسه فخت
استیختسه فخت (به هلندی: Stichtse Vecht) یک شهرستان در هلند است که در استان اوترخت واقع شده‌است. استیختسه فخت ۱ متر بالاتر از سطح دریا واقع شده‌است.